# Phytoliriomyza flavostriata
Phytoliriomyza flavostriata är en tvåvingeart som beskrevs av Zlobin 1997. Phytoliriomyza flavostriata ingår i släktet Phytoliriomyza och familjen minerarflugor. Inga underarter finns listade i Catalogue of Life.